# Tharoiseau
Tharoiseau est une commune française située dans le département de l'Yonne en région Bourgogne-Franche-Comté.

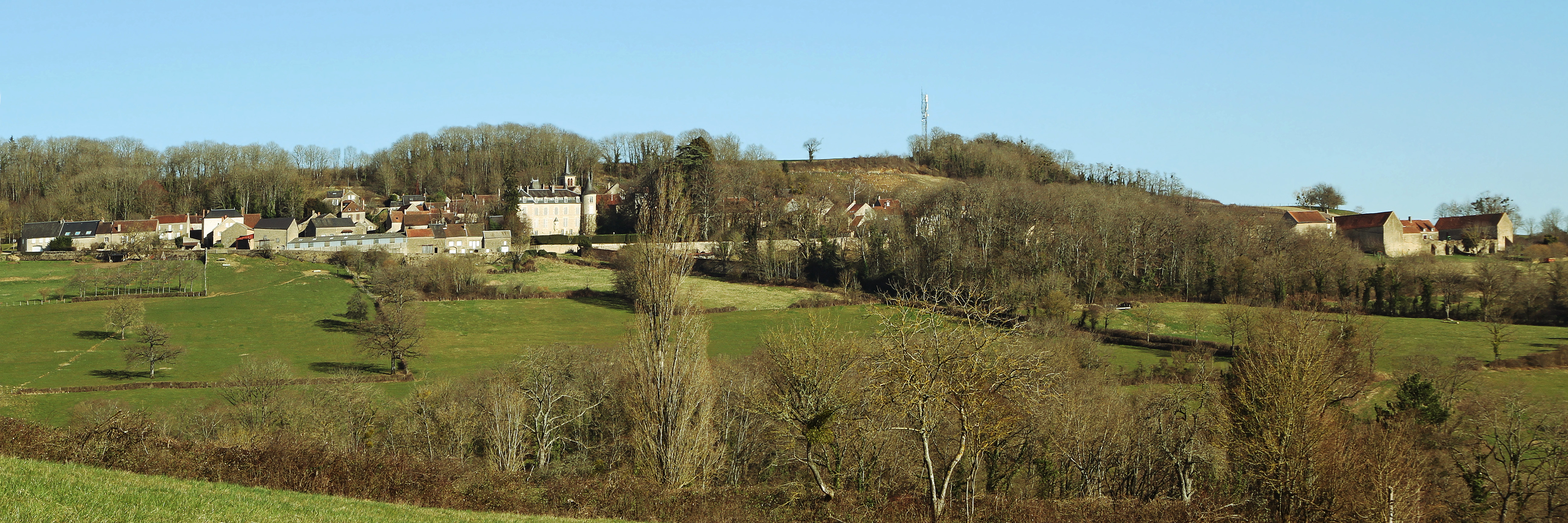
Vue d'ensemble du village depuis la colline de Fontette

## Géographie
Le village est allongé sur le flanc ouest d'une colline (altitude 343 m) surplombant la vallée de la Cure sur sa rive droite. Il est traversé par un sentier de grande randonnée qui est aussi un itinéraire du chemin de Compostelle. La commune se diversifie en paysages de vignes, d'agriculture et de bocage et fait partie du parc naturel régional du Morvan.
Les sols argilo-calcaires du Jurassique permettent la production de vins de Bourgogne (raisin Chardonnay). Tharoiseau fait partie des quatre communes de l'appellation vézelay.

### Climat
Pour des articles plus généraux, voir Climat de la Bourgogne-Franche-Comté et Climat de l'Yonne.
En 2010, le climat de la commune est de type climat océanique dégradé des plaines du Centre et du Nord, selon une étude du Centre national de la recherche scientifique s'appuyant sur une série de données couvrant la période 1971-2000. En 2020, Météo-France publie une typologie des climats de la France métropolitaine dans laquelle la commune est exposée à un climat océanique altéré et est dans la région climatique  Lorraine, plateau de Langres, Morvan, caractérisée par un hiver rude (1,5 °C), des vents modérés et des brouillards fréquents en automne et hiver. 
Pour la période 1971-2000, la température annuelle moyenne est de 10,5 °C, avec une amplitude thermique annuelle de 16,1 °C. Le cumul annuel moyen de précipitations est de 942 mm, avec 12,9 jours de précipitations en janvier et 8,4 jours en juillet. Pour la période 1991-2020, la température moyenne annuelle observée sur la station météorologique de Météo-France la plus proche, « Merry-sur-Yonne », sur la commune de Merry-sur-Yonne à 16 km à vol d'oiseau, est de 11,5 °C et le cumul annuel moyen de précipitations est de 776,9 mm. 
La température maximale relevée sur cette station est de 40,7 °C, atteinte le 7 août 2003 ; la température minimale est de −22 °C, atteinte le 16 janvier 1985,,. 
Les paramètres climatiques de la commune ont été estimés pour le milieu du siècle (2041-2070) selon différents scénarios d'émission de gaz à effet de serre à partir des nouvelles projections climatiques de référence DRIAS-2020. Ils sont consultables sur un site dédié publié par Météo-France en novembre 2022.

## Urbanisme

### Typologie
Au 1er janvier 2024, Tharoiseau est catégorisée commune rurale à habitat très dispersé, selon la nouvelle grille communale de densité à sept niveaux définie par l'Insee en 2022.
Elle est située hors unité urbaine. Par ailleurs la commune fait partie de l'aire d'attraction d'Avallon, dont elle est une commune de la couronne,. Cette aire, qui regroupe 74 communes, est catégorisée dans les aires de moins de 50 000 habitants,.

### Occupation des sols
L'occupation des sols de la commune, telle qu'elle ressort de la base de données européenne d’occupation biophysique des sols Corine Land Cover (CLC), est marquée par l'importance des territoires agricoles (94,9 % en 2018), une proportion identique à celle de 1990 (94,9 %). La répartition détaillée en 2018 est la suivante : 
terres arables (44 %), prairies (33,3 %), zones agricoles hétérogènes (17,5 %), forêts (5,1 %). L'évolution de l’occupation des sols de la commune et de ses infrastructures peut être observée sur les différentes représentations cartographiques du territoire : la carte de Cassini (XVIIIe siècle), la carte d'état-major (1820-1866) et les cartes ou photos aériennes de l'IGN pour la période actuelle (1950 à aujourd'hui).

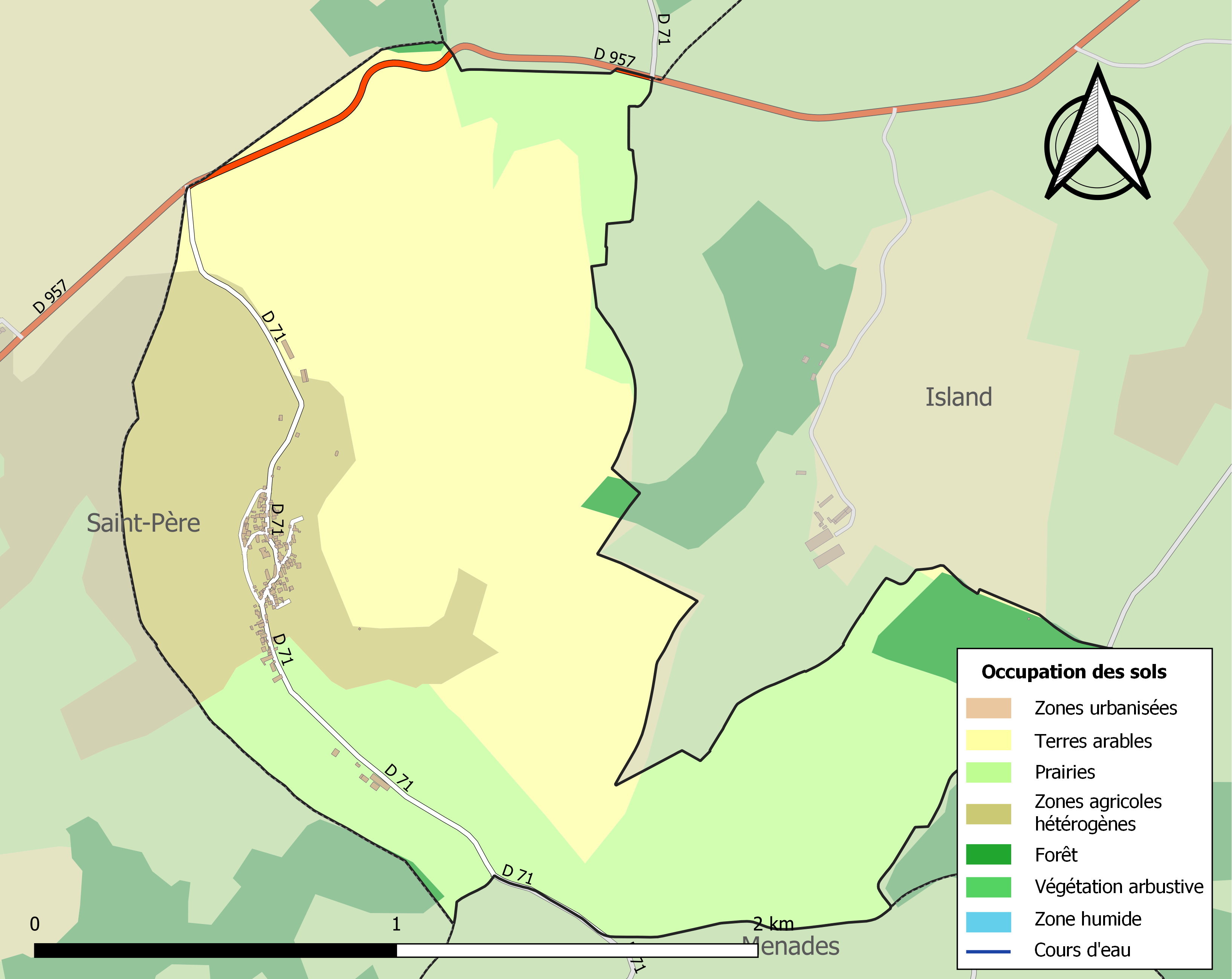
Carte des infrastructures et de l'occupation des sols de la commune en 2018 (CLC).

## Histoire
Dans Les Annales Bénédictines, il est écrit que village fut donné à l'église de Notre-Dame d'Avallon en l'année 867. Avant cette date, le village appartenait à Girard de Roussillon, grand propriétaire terrien, qui l'avait acquis dans la décennie 820 avec l'ensemble du domaine de Vézelay.
En 1357, l'église d'Avallon, toujours propriétaire du village, affranchit les habitants de Tharoiseau, qui acquirent alors les droits et devoirs de tous citoyens libres. Cependant, les habitants restèrent sous la tutelle du Chapitre d'Avallon.
À la fin du XIVe siècle, pendant la guerre de Cent Ans, les Anglais pillèrent et incendièrent le village, le laissant détruit et inhabité.
La ville fut fortifiée au XVIe siècle afin de se défendre contre les attaques incessantes de brigands. La construction de cette enceinte, dont il reste les ruines sur les hauteurs du village, fut autorisée par une missive écrite de François Ier.
Durant ces siècles suivant l'affranchissement de la population, la possession seigneuriale des terres de Tharoiseau passa entre les mains de plusieurs familles, le plus souvent à travers des ventes ou des échanges de terres. En 1767, les fiefs de Tharoiseau et de Menades furent vendus à la famille d'Estutt d'Assay, famille noble d'origine écossaise établie en France sous le règne de Charles VII au XVe siècle. La chapelle du cimetière de Tharoiseau, sépulture de la famille, porte leur blason.
L'église actuelle du village fut construite sur les vestiges de l’ancienne église en 1851, selon les plans de l'architecte Baudouin.

## Politique et administration
| Période   | Période   | Identité            | Étiquette | Qualité               |
| --------- | --------- | ------------------- | --------- | --------------------- |
| mars 2014 | en cours  | Jean-Michel Beauger |           | Gérant société        |
| mars 2008 | mars 2014 | Alain Moiron        |           | Professeur - Retraité |

## Démographie
L'évolution du nombre d'habitants est connue à travers les recensements de la population effectués dans la commune depuis 1793. Pour les communes de moins de 10 000 habitants, une enquête de recensement portant sur toute la population est réalisée tous les cinq ans, les populations de référence des années intermédiaires étant quant à elles estimées par interpolation ou extrapolation. Pour la commune, le premier recensement exhaustif entrant dans le cadre du nouveau dispositif a été réalisé en 2004.

En 2022, la commune comptait 62 habitants, en stagnation par rapport à 2016 (Yonne : −1,95 %, France hors Mayotte : +2,11 %).
| 1793 | 1800 | 1806 | 1821 | 1831 | 1836 | 1841 | 1846 | 1851 |
| ---- | ---- | ---- | ---- | ---- | ---- | ---- | ---- | ---- |
| 354  | 351  | 403  | 397  | 431  | 413  | 410  | 413  | 422  |

| 1856 | 1861 | 1866 | 1872 | 1876 | 1881 | 1886 | 1891 | 1896 |
| ---- | ---- | ---- | ---- | ---- | ---- | ---- | ---- | ---- |
| 381  | 347  | 332  | 309  | 315  | 300  | 273  | 263  | 254  |

| 1901 | 1906 | 1911 | 1921 | 1926 | 1931 | 1936 | 1946 | 1954 |
| ---- | ---- | ---- | ---- | ---- | ---- | ---- | ---- | ---- |
| 243  | 192  | 179  | 152  | 132  | 121  | 116  | 100  | 89   |

| 1962 | 1968 | 1975 | 1982 | 1990 | 1999 | 2004 | 2006 | 2009 |
| ---- | ---- | ---- | ---- | ---- | ---- | ---- | ---- | ---- |
| 96   | 90   | 82   | 68   | 78   | 76   | 80   | 78   | 67   |

| 2014 | 2019 | 2022 | - | - | - | - | - | - |
| ---- | ---- | ---- | - | - | - | - | - | - |
| 63   | 61   | 62   | - | - | - | - | - | - |

## Lieux et monuments
- chapelle seigneuriale et sépulcrale de la famille écossaise Stutt arrivée en France durant la guerre de Cent Ans (XVe siècle) et établie sous le patronyme d'Estutt d'Assay[21]. La chapelle comporte deux étages, la porte inférieure termine une allée qui coupe le cimetière pour rejoindre la rue à l'ouest et donne accès au tombeau, l'autre plus haute donne sur le cimetière au sud et accède à la partie chapelle proprement dite. Les tympans de ces deux portes offrent de belles sculptures représentant respectivement le blason de la seigneurie et Saint-Michel qui terrasse un dragon.

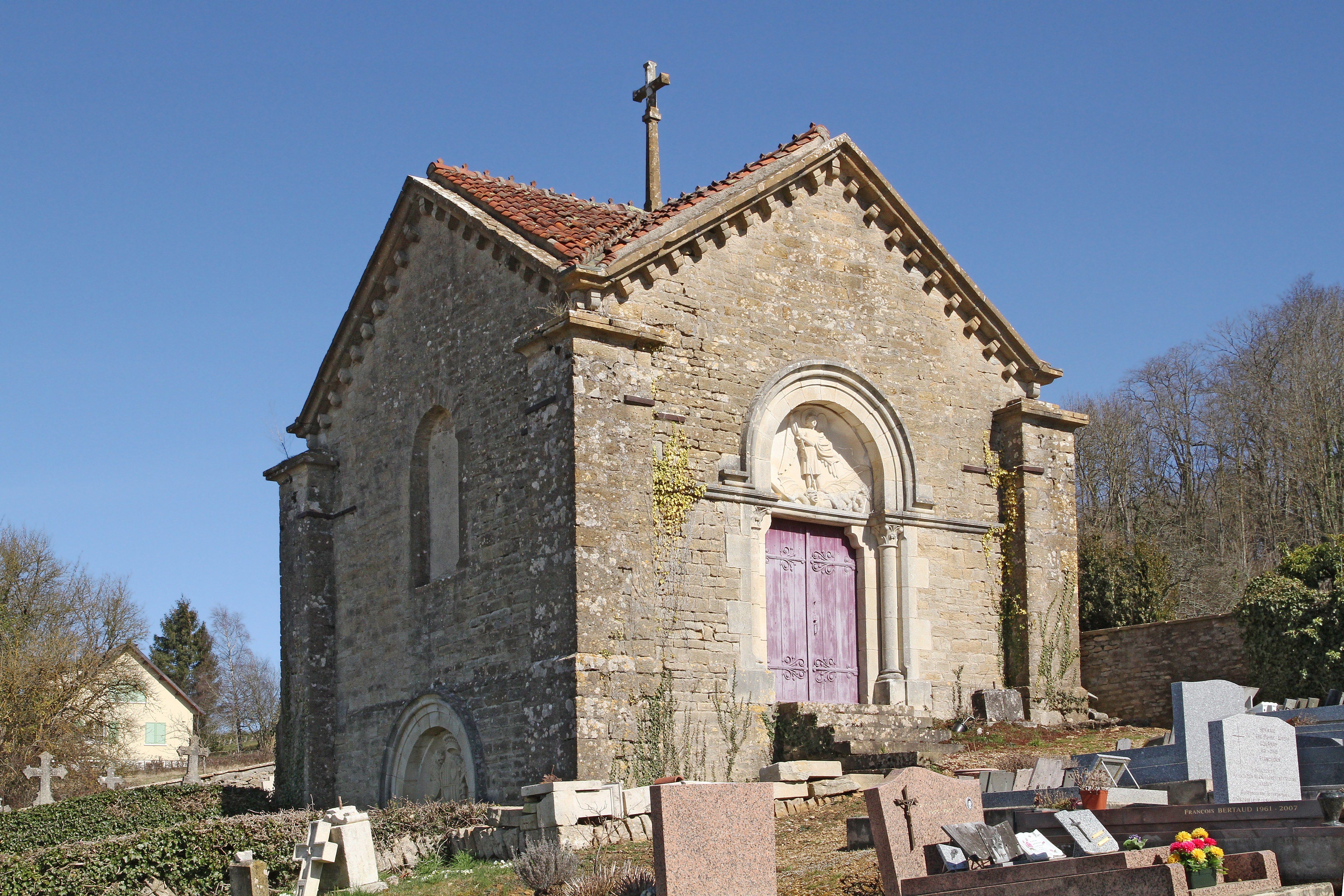
Chapelle seigneuriale : face sud et porte haute.
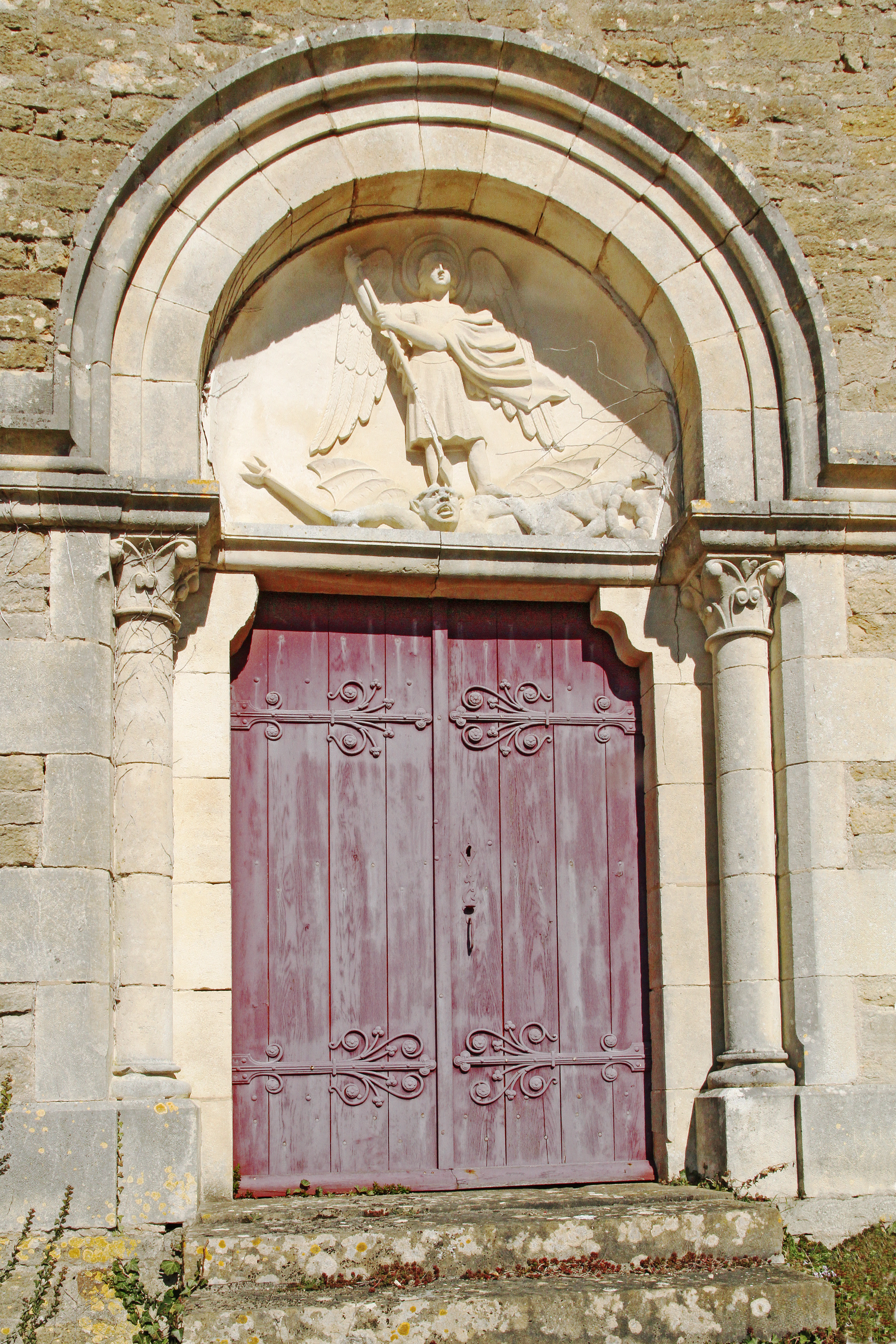
Porte haute, sur le tympan l'Archange Saint-Michel terrasse un dragon.
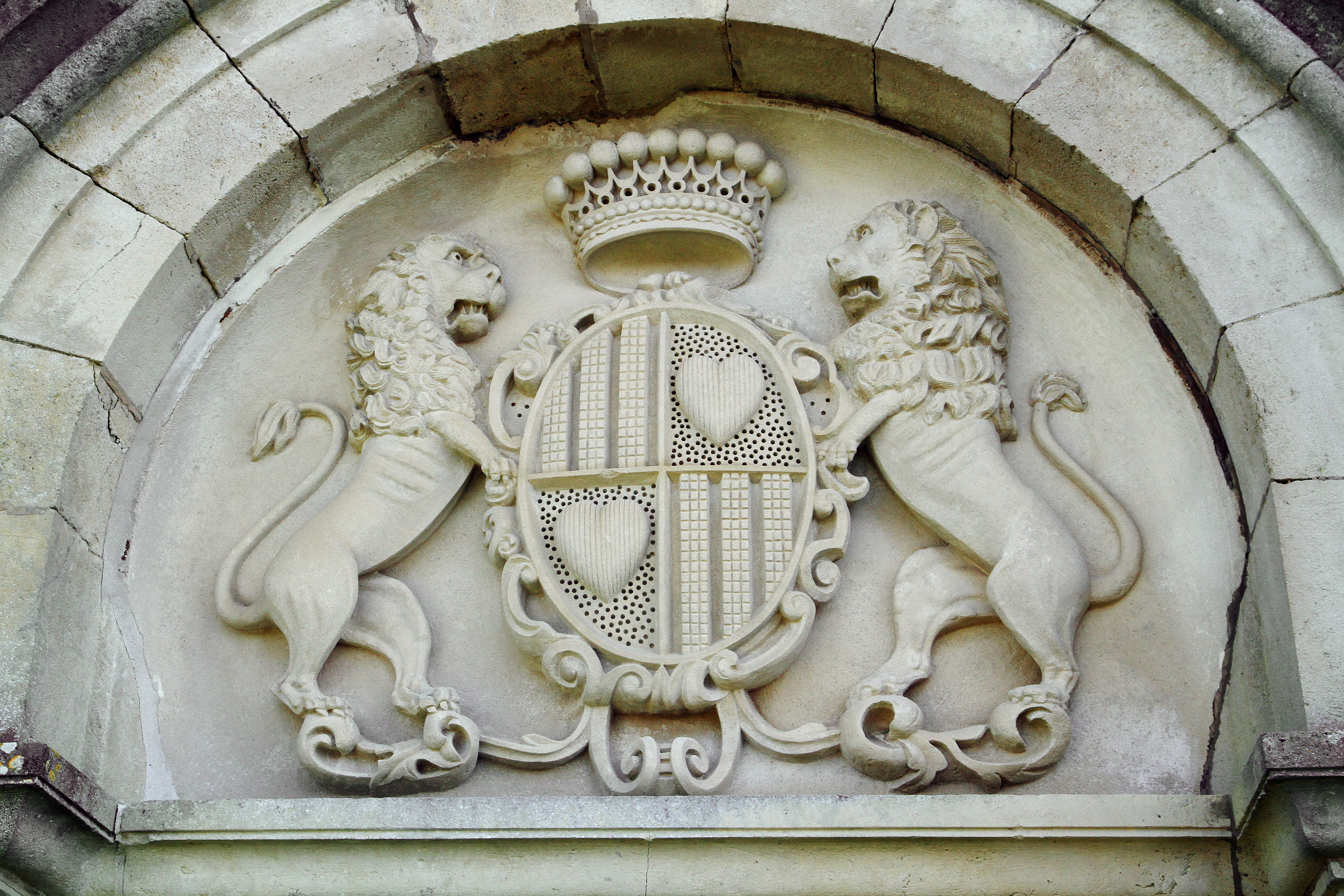
Blason de la seigneurie sur le tympan de la porte basse.
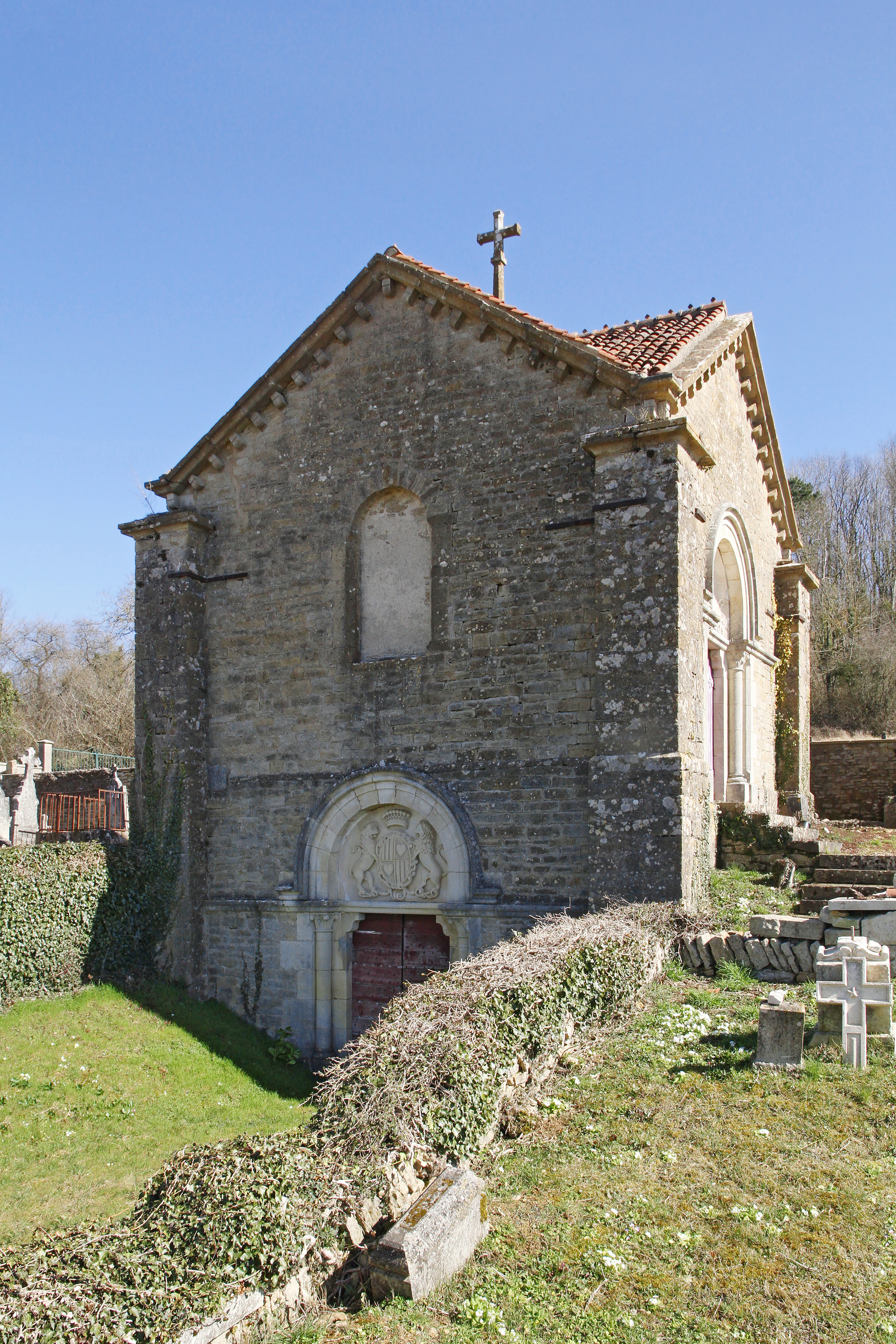
Façade vers la rue et porte basse du sépulcre.

- fontaine du XVIIe siècle sur la place de l'église, qui alimente des abreuvoirs et le bassin du lavoir accolé, celui-ci est couvert sur deux côtés par des toits à simple pente.
- église de l'Immaculée-Conception du XIXe siècle, bâtie dans un style gothique à l'emplacement d'une chapelle du XIIe siècle. Sur la façade, le tympan présente une vierge couronnée debout entre deux anges agenouillés. Tharoiseau est devenu paroisse au XVIIe siècle , avant cette date les habitants devaient se rendre à la messe au village de Saint-Père distant de quatre kilomètres[22]. Le "chemin de la Messe" est aujourd'hui emprunté par le sentier de grande randonnée.
- Château rebâti au XIXe siècle dont la grande façade tournée vers l'ouest s'ouvre largement sur la vallée de la Cure, Tharoiseau étant situé en hauteur à flanc de colline. À l'est, le corps de logis à trois tourelles jouxte la rue principale du village et l'église. Il a appartenu jusqu'à la Révolution à la famille d'Estutt d'Assay; aujourd'hui privé, il ne se visite pas. Les jardins sont inscrits à l'Inventaire général du patrimoine culturel (fiche IA89000446 de la base Mérimée).
- carrière de pierre exploitée depuis le XIIe siècle mais abandonnée aujourd'hui, elle a permis la construction de la commanderie du Saulce-d'Island toute proche, et elle a fait la réputation du village en fournissant les pierres foncées des arcs de la basilique de Vézelay[23].

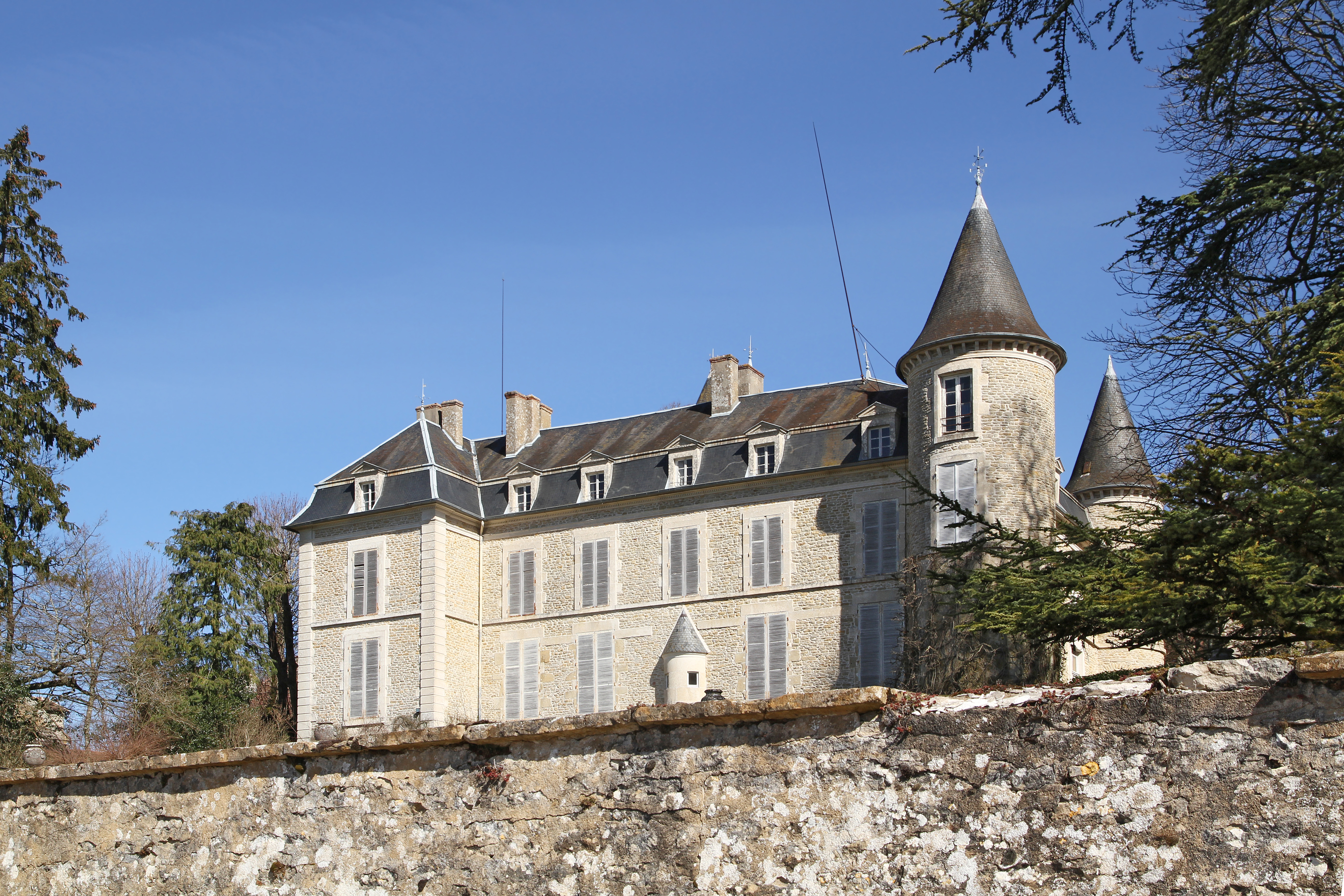
Façade du château.
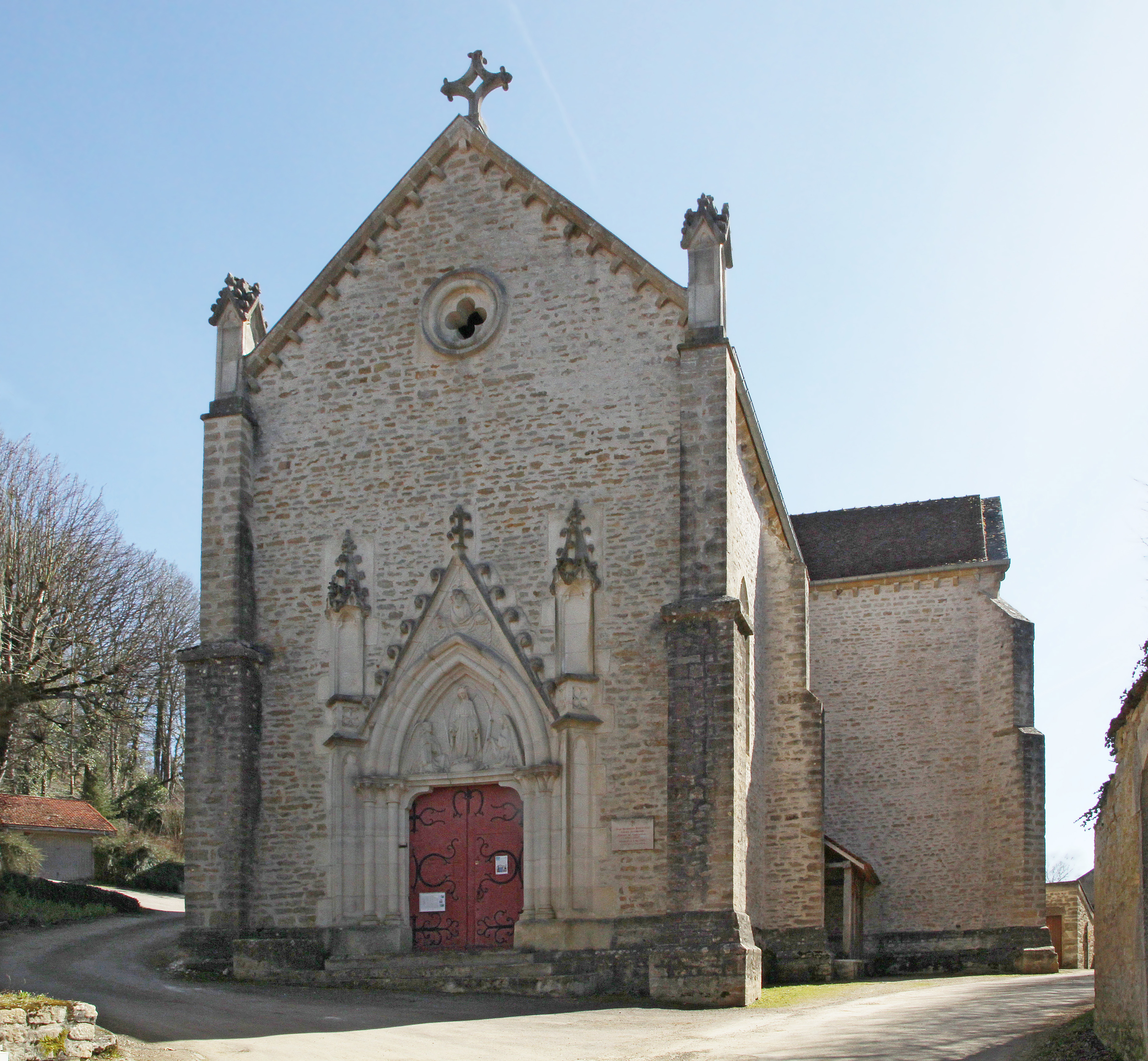
Façade de l'église.
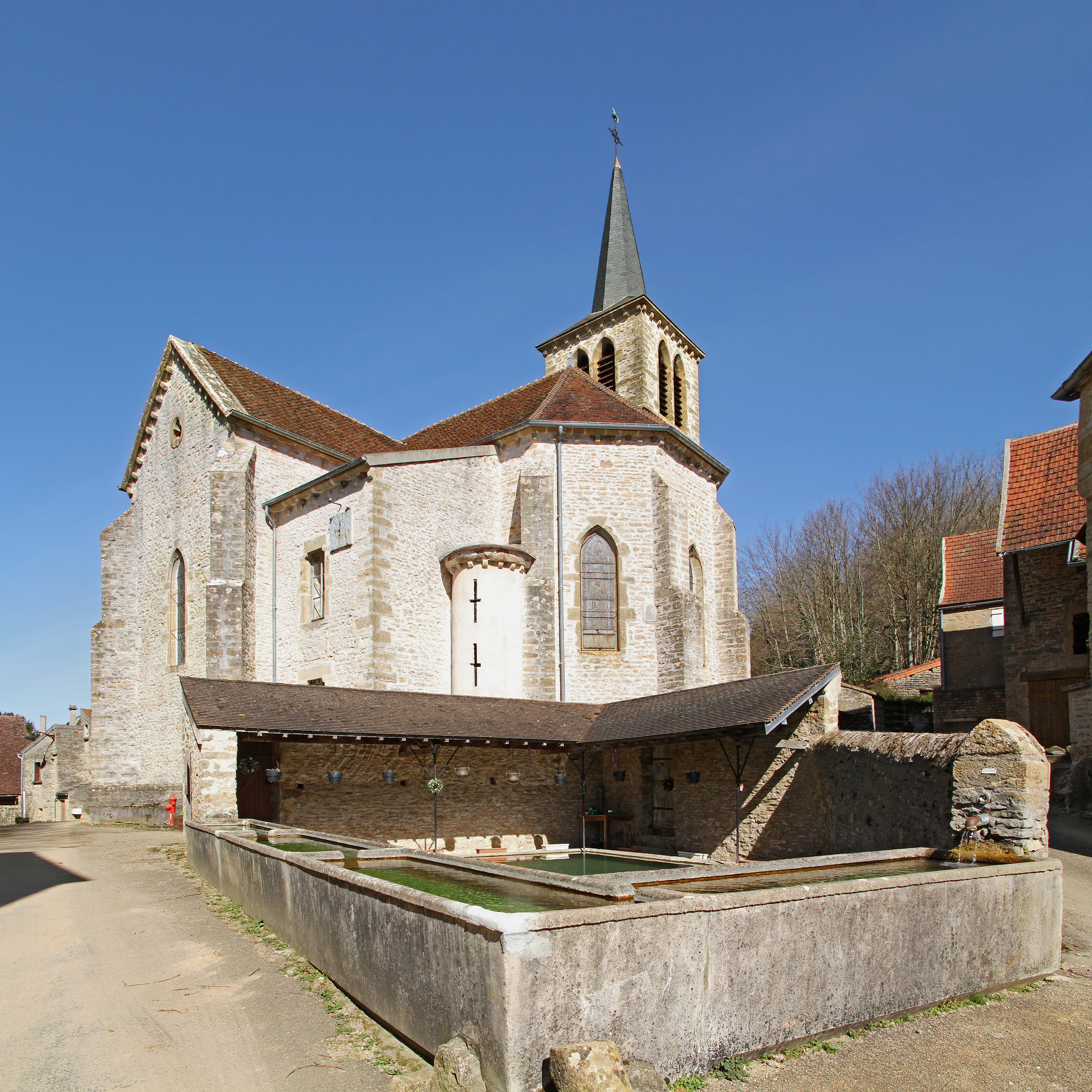
Lavoir et abside de l'église.
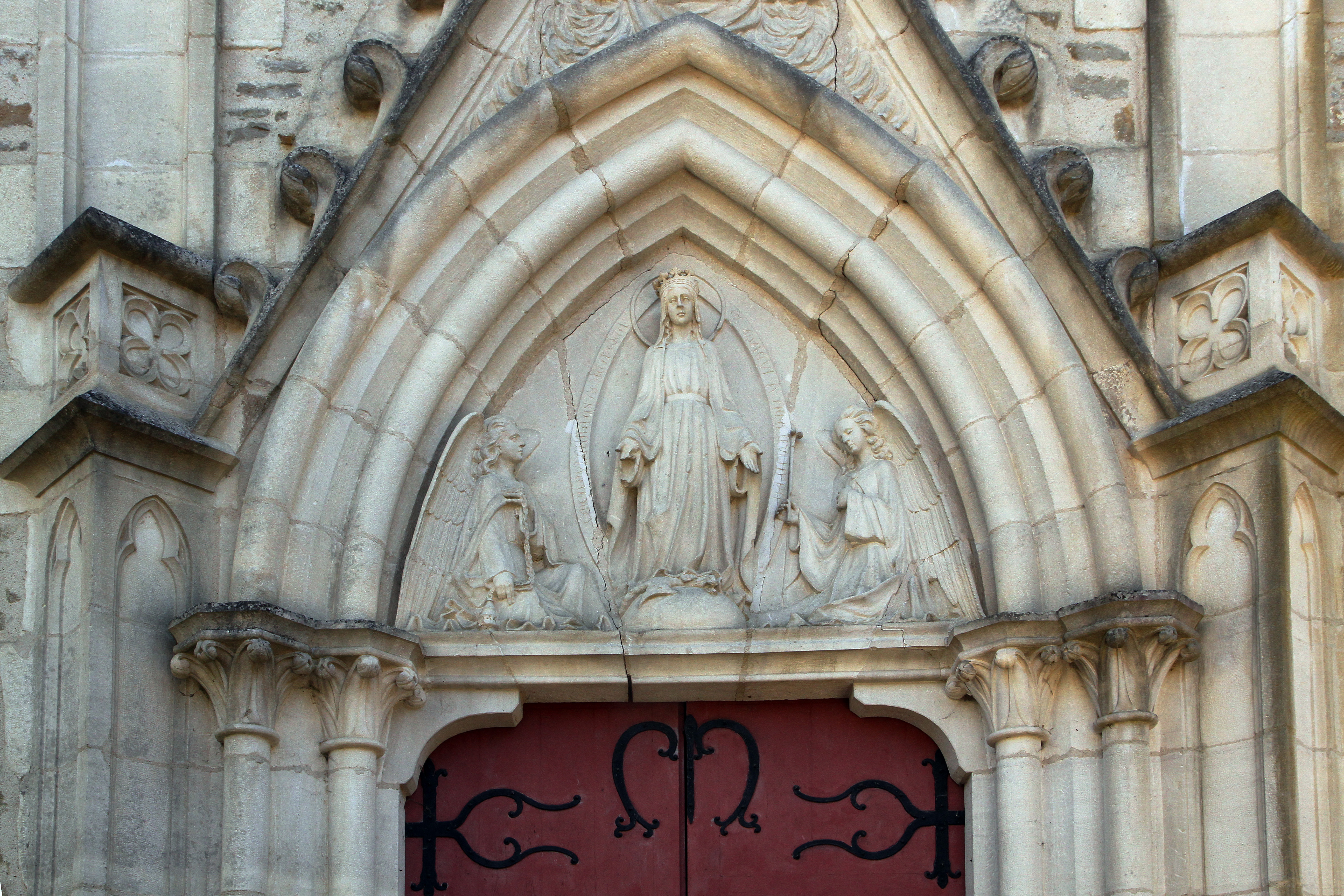
Tympan de la porte ouest de l'église.

## Personnalités liées à la commune
- Frère Scubilion : religieux catholique, proclamé bienheureux en 1989
- André Villiers, né en 1954 sur la commune, ancien sénateur et président du conseil départemental, député

## Pour approfondir